# شيرومكخ
شيرومكخ ( (بالأوكرانية: Черемхів)، (باليديشية: טשערעמכיוו)، (بالبولندية: Czeremchów))، هي قرية في كولومييا رايون في محافظة ايفانو فرانكوفسك أوبلاست في أوكرانيا. كانت بلدة في مقاطعة كولوميا الإدارية في غاليسيا.
تم العثور على المستوطنة في عام 1437. بلغ عدد السكان 1500 نسمة في عام (2001).

## روابط خارجية
- مدن غاليسيا كولوميا
- أعيد هيكلة مقاطعة كولوميا الإدارية أثناء الحكم البولندي، حوالي عام 1918-1945